# Fakulteta za filozofijo in pedagogiko na Dunaju
Fakulteta za filozofijo in pedagogiko (izvirno nemško Fakultät für Philosophie und Bildungswissenschaft), s sedežem na Dunaju, je fakulteta, ki je članica Univerze na Dunaju.